# Domingo González Arroyo
Domingo González Arroyo (30 de marzo de 1940, Arrecife) es un político español de Fuerteventura, Islas Canarias, que sirvió 26 años como alcalde de La Oliva; 20 años como Consejero Insular del Cabildo de Fuerteventura; 20 años como diputado regional y 4 años como Senador.
Es uno de los políticos más veteranos de Canarias.

## Biografía
Nacido en Lanzarote en una familia de 18 hermanos y traído en un barco de vela con tres días de nacido a La Oliva.
Es hijo de Damiana Arroyo Arroyo y Ramón González Brito, alcalde de La Oliva entre 1936 y 1939 y un político comunista del Frente Popular que fue sacado a punta de pistola por fuerzas del régimen de Francisco Franco del Ayuntamiento de La Oliva.
En 1964 Domingo González Arroyo conducía un viejo camión Fargo, heredado de su padre, y descargaba a hombros material para la construcción del hotel Tres Islas en las dunas de Corralejo. Cinco años más tarde, se metió en política, y alcanzó la alcaldía del Ayuntamiento de La Oliva. Ganó las elecciones de 1979 y mandaría los siguientes 24 años como alcalde.
A diferencia de la tendencia de izquierdas de su padre, la carrera política de González Arroyo comenzó dentro de la UCD y el CDS que finalmente le llevó, de la mano del Partido Popular, hasta el Senado de España en Madrid. 
González Arroyo gobernó primero de forma no interrumpida entre 1979 y 2003. Doce años después, volvió a la alcaldía en mayo de 2015, gobernando en minoría hasta su expulsión del poder por moción de censura en diciembre de aquel mismo año.
Domingo González fue sin duda fue un alcalde muy controvertido. Fue acusado de corrupción y de amenazar a un concejal, y a finales de 2015 fue condenado a nueve años de inhabilitación por prevaricar en relación con la explotación de una cantera. A pesar de todos estos pasos legales, Domingo González se resistió a dejar el cargo y se empecinó aún más en el atrincheramiento incluso cuando la junta electoral central envió el 17 de diciembre de 2015 la credencial del concejal del PPMajo que le iba a sustituir en el Ayuntamiento. Es más, y como añade el fiscal, entre el 2 y el 17 de diciembre, dictó «múltiples decretos», desde concesiones de subvenciones hasta expedientes de modificación de créditos.
El rosario de desatinos culminó el 22 de diciembre de 2015, cuando firmó dos decretos de delegación de competencias en dos concejales del PPMajo y otro más reclamando las competencias a Pedro Amador como primer teniente de alcalde. Para remate, «con la finalidad evidente de impedir el adecuado desempeño de las funciones propias del alcalde que correspondían a Pedro Amador», González Arroyo ordenó cambiar las cerraduras del Ayuntamiento con el objetivo de impedir la celebración del pleno convocado para el día 23 de diciembre por Amador, alcalde en funciones y legítimo, entre cuyos puntos figuraba la toma de posesión del concejal del PPMajo que le sustituiría y la elección del nuevo primer edil.
En definitiva, González continúo ejerciendo como alcalde hasta el 30 de diciembre de 2015, cuando los agentes de la Policía Local de La Oliva le desalojaron del Ayuntamiento, poniendo fin a semanas de espectáculo.
En noviembre de 2018, González Arroyo anunció su presentación a las elecciones al Cabildo de 2019 con el Partido Progresista Majorero, a pesar de su condena. En las elecciones generales, quedó séptimo en las elecciones a la Cámara Alta, con apenas unos 2152 votos (con el 93,9 por ciento escrutado), por detrás de PSOE, CC, PP, Podemos, Ciudadanos y Vox, y solo por encima de Nueva Canarias de entre las principales fuerzas.
En mayo de 2020, su hija, Pilar González Segura, siguió en sus pasos convirtiéndose en alcaldesa de La Oliva tras una moción de censura contra el alcalde nacionalista Isaí Blanco Marrero.
El 28 de enero de 2023, se anunció su retorno al Partido Popular con la intención de presentarse al Cabildo de Fuerteventura.